# Plaimbois-du-Miroir
Plaimbois-du-Miroir è un comune francese di 214 abitanti situato nel dipartimento del Doubs nella regione della Borgogna-Franca Contea.

## Società

### Evoluzione demografica
Abitanti censiti